# Eusmilia fastigiata
Espèce
Statut de conservation UICN

 CR A3c : 
En danger critique
Statut CITES
Eusmilia fastigiata est une espèce de coraux appartenant à la famille des Meandrinidae.

## Description et caractéristiques

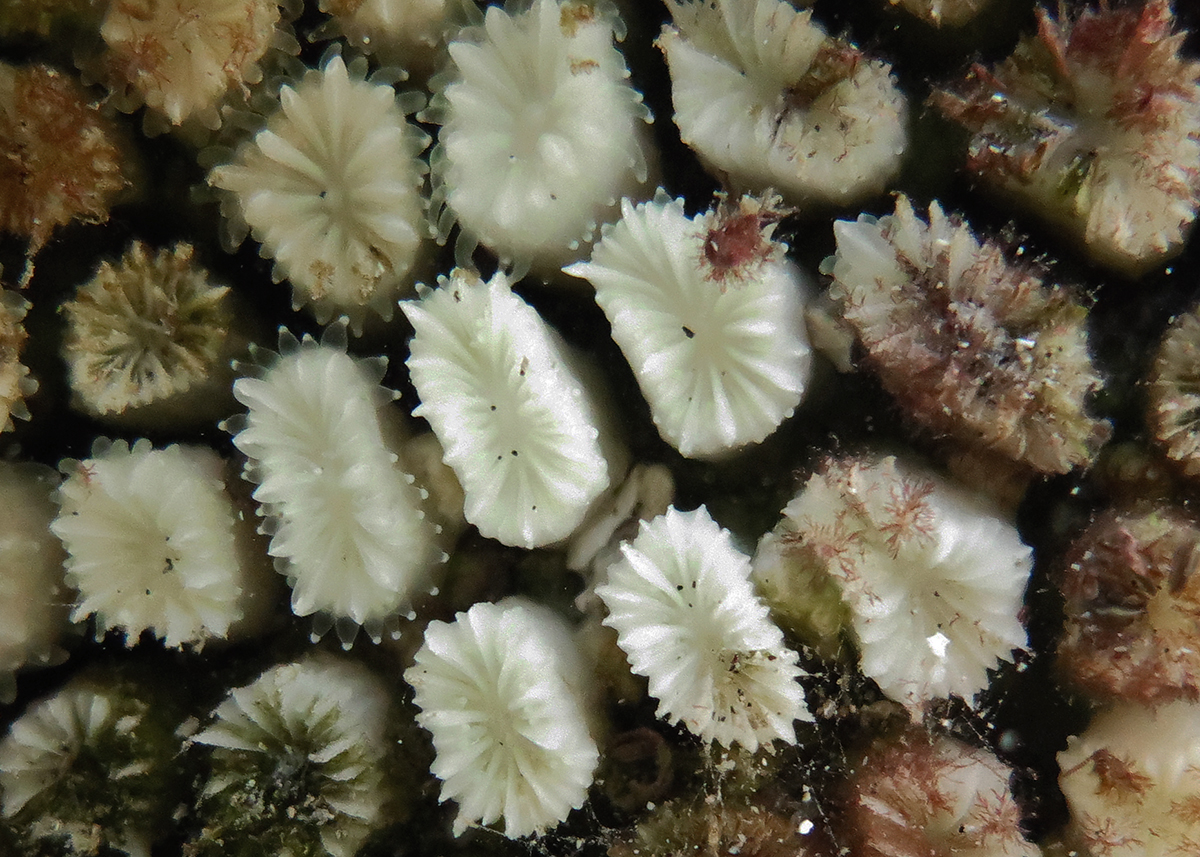
Eusmilia fastigiata à la Réunion.

## Menaces et conservation
L'UICN (23 janvier 2023) classe l'espèce en catégorie CR (en danger critique) dans la liste rouge des espèces menacées depuis 2022. Particulièrement vulnérable au blanchissement et aux maladies, ce corail a vu sa population décliner 28 % depuis 1989, et devrait encore diminué de 80 % d'ici 2050.